# Palneca
Palneca (korziško Palleca) je naselje in občina v francoskem departmaju Corse-du-Sud regije - otoka Korzika. Leta 2011 je naselje imelo 166 prebivalcev.

## Geografija
Kraj leži v osrednjem delu otoka Korzike znotraj naravnega regijskega parka Korzike, 67 km vzhodno od središča Ajaccia.

## Uprava
Občina Palneca skupaj s sosednjimi občinami Ciamannacce, Corrano, Cozzano, Guitera-les-Bains, Sampolo, Tasso, Zévaco in Zicavo sestavlja kanton Zicavo s sedežem v istoimenskem kraju. Kanton je sestavni del okrožja Ajaccio.